# Nestor Lakoba
Nestor Lakoba, född 1 maj 1893 i Lichni, Guvernementet Kutaisi, död 28 december 1936 i Tbilisi, var en abchazisk kommunistledare. Han bidrog med att etablera bolsjevikpartiet i Abchazien och var dess ledare från 1922 till 1936. Lakoba räknas till gammalbolsjevikerna.
Under Lakobas styre blev Abchazien en autonom republik. Lakoba stod Josef Stalin nära, men med tiden fick han en rival om dennes gunst – Lavrentij Berija. Beria ledde Transkaukasiska SFSR, i vilket Georgien ingick. När Lakoba i december 1936 besökte Beria i Tbilisi, blev Lakoba mördad med gift. Berija tog då över makten i Abchazien. Berija, som stämplade Lakoba som "folkförrädare", lät gräva upp dennes kropp och bränna den.
Nestor Lakoba blev rehabiliterad år 1953.